# Dashboard Confessional
Dashboard Confessional је амерички рок бенд који предводи певач Крис Караба, некадашњи певач групе Further Seems Forever.

## Формирање групе
Бенд је настао као соло пројекат певача Криса, који је у то време још певао у рок саставу Further Seems Forever али је на у исто време снимао и свој. Крис је издао први соло албум у склопу свог бенда који је назвао Dashboard Confessional. Албум је носио назив The Swiss Army Romance и нашао се у продаји 2000. године.
Исте године трајало је и снимање албума групе Further Seems Forever али Крис одлучио да оде из бенда и потпуно се посвети свом пројекту.
Касније, на питања зашто је напустио бенд тачно пред излазак њиховог албума, Крис је рекао да није желео да остане у саставу у ком његове текстове и песме нико није схватао озбиљно. Бенд Further Seems Forever је нашао новог фронтмена, али су задржали песме које је Крис снимио с њима и издао их заједно са новим на албуму.
Бенд је други албум издао 2001. године и носио је назив The Places You Have Come to Fear the Most. 
Након што су се пробили на сцени и стекли публику која је помно пратила њихове покрете, Крис је добио понуду за акустични наступом у склопу емисије MTV Unplugged у продукцији канала -{MTV-. Исте године издат је и албум са листом песама које је бенд свирао за емисију.
Њихов трећи албум, A Mark, A Mission, A Brand, A Scar остварио је до тад највећи комерцијални успех и заузео место #2 на листи најпродаванијих албума 2003. године у САД по Билбордовој листи.
Следеће године, бенд је снимио песму за наставак филма Спајдермен и издао још један хит сингл. На овај начин бенд је поново остварио комерцијалан успех у продаји и добио још већу публику захваљујући хит песми која је кроз филм пролазила три пута.
Средином 2005. године, издају албум Dusk and Summer и крећу на још једну турнеју. Један од синглова била је дует песма са немачком певачицом из бенда Џули.
Почетком 2007. изашао је њихов најскорији албум The Shade of Poison Trees и бенд је одмах кренуо на турнеју.
Тренутно је у припреми нови албум који се очекује крајем 2008. или почетком 2009. године.

## Дискографија
| Година     | Назив              | Позиција | Позиција | Позиција | Позиција | Позиција | Позиција | Тираж             |   |   |   |
| ---------- | ------------------ | -------- | -------- | -------- | -------- | -------- | -------- | ----------------- | - | - | - |
| Година     | Назив              | 2000     |          | –        | 39       | –        | –        | Тираж             | – | – | – |
| 2001       |                    | 108      | 1        | 5        | –        | –        | –        | златни            |   |   |   |
| 2002       |                    | 111      | 1        | 1        | 126      | –        | –        | платинасти        |   |   |   |
| 2003       |                    | 2        | –        | –        | –        | –        | 61       | златни            |   |   |   |
| 2006       |                    | 2        | –        | –        | 2        | 6        | 22       | златни            |   |   |   |
| 2007       |                    | –        | –        | –        | –        | –        | –        | –                 |   |   |   |
| 2007       |                    | 18       | –        | 1        | –        | –        | 83       | 200,000 примерака |   |   |   |
| јесен 2008 | назив још непознат | –        | –        | –        | –        | –        | –        | –                 |   |   |   |